# Микаэли, Луиза
Луиза Шарлотта Элена Микаэли, урождённая Микаль (швед. Louise Charlotte Helene Michaëli; 17 мая 1830, Стокгольм — 23 февраля 1875, там же) — шведская оперная певица (сопрано).

## Биография
Ловиса (впоследствии Луиза) Микаль родилась в 1830 году в Стокгольме, в музыкальной семье. В 1849 году состоялся её дебют на сцене Королевской оперы в Стокгольме в партии Эльвиры («Дон Жуан» Моцарта). Впоследствии она совершенствовалась у Юлиуса Гюнтера в Стокгольме и у Мануэля Гарсиа в Лондоне. В 1852 году Луиза заключила трёхлетний контракт с Королевской оперой, который затем был продлён ещё на три года. Благодаря выдающимся успехам она в 24 года стала членом Шведской королевской музыкальной академии. В 1855—1856 годах она также гастролировала в Дании и Германии, выступая в Копенгагене, Гамбурге, Берлине, Дрездене и других городах.
С 1859 по 1863 год Микаэли пела в лондонском Театре Её Величества, а также продолжала выступления в Германии, Нидерландах, Норвегии и Дании.
В 1864 году она вернулась в Стокгольмскую оперу. Луиза Микаэли обладала выразительным голосом яркого серебристого тембра; в числе её партий
были Леонора в «Трубадуре» Верди, донна Анна в «Дон Жуане» Моцарта, Графиня в «Свадьбе Фигаро», Царица Ночи в «Волшебной флейте», Клитемнестра в «Ифигении в Авлиде» Глюка, Норма в одноимённой опере Беллини, Маргарита в «Гугенотах» Мейербера, Матильда в «Вильгельме Телле» Россини и пр.
В 1860 году Луиза вышла замуж за своего двоюродного брата Карла Якоба Микаэли. В 1869 году она была награждена Медалью литературы и искусств. В 1870 году певица получила тяжёлый удар: умер её ребёнок, а вскоре и муж. Кроме того, ухудшилось её собственное здоровье, и Луизе Микаэли пришлось лечиться от туберкулёза в Италии. Однако болезнь прогрессировала, и 23 февраля 1875 года артистки не стало.